# Noisy-channel coderings theorema
Het noisy-channel coderings theorema is een wiskundige stelling, in 1948 door Claude Shannon afgeleid, die een maximum stelt aan de hoeveelheid symbolen, die per seconde kunnen worden overgedragen over een verbinding met ruis. Dit theorema en zijn werk aan de informatietheorie hebben Shannon grote bekendheid opgeleverd.
De tijd die nodig is om een symbool over een lijn, over een kanaal te verzenden, wordt de symbooltijd genoemd. Het signaal blijft binnen de symbooltijd hetzelfde. Voor frequentieverschuivingsmodulatie bijvoorbeeld zijn er twee verschillende symbolen mogelijk: een signaal met frequentie {\displaystyle f_{1}} en een signaal met frequentie {\displaystyle f_{2}}. Op de symboolgrenzen kan het signaal wijzigen van frequentie {\displaystyle f_{1}} naar {\displaystyle f_{2}}, van {\displaystyle f_{2}} naar {\displaystyle f_{1}} of gelijk blijven.
Zowel bij frequentieverschuivingsmodulatie, faseverschuivingsmodulatie en amplitudewijzigingsmodulatie zijn er diverse keuzes mogelijk voor het aantal gedefinieerde symbolen. Bijvoorbeeld voor QPSK ofwel QAM-4 zijn er vier symbolen, voor 8-PSK acht, voor QAM-16 zestien enzovoorts. Hoe meer mogelijke symbolen, hoe meer signaal-ruisverhouding er nodig is voor goede ontvangst en hoe meer informatie per symbooltijd verzonden kan worden. Hiervoor geldt:
{\displaystyle N_{\text{bits}}=\log _{2}(N_{\text{symbolen}})}
Bij twee gedefinieerde symbolen, {\displaystyle N_{\text{symbolen}}=2}, wordt dus één bit per symbooltijd vervoerd, bij 8-PSK drie bits en QAM-64 zes bits.
De eenheid van het aantal symbolen per seconde is baud.